# Vítek Vaněček
Vítek Vaněček, född 19 januari 1996 i Havlickuv Brod, är en tjeckisk professionell ishockeymålvakt som spelar för Utah Mammoth i NHL.
Han har tidigare spelat för Washington Capitals, New Jersey Devils, San Jose Sharks och Florida Panthers i NHL; Bili Tygri Liberec i Extraliga; Hershey Bears och San Jose Barracuda i AHL samt South Carolina Stingrays i ECHL.
Vaněček vann Stanley Cup för säsongen 2024–2025.
Han draftades av Washington Capitals i andra rundan 2014 års draft som 39:e totalt.
Vaněček blev vald av Seattle Kraken vid NHL:s expansionsdraft 2021 men tradades tillbaka till Capitals den 28 juli 2021.